# Бабук, Моника Николаевна
Моника Николаевна Бабук (рум. Monica Babuc; род. 29 марта 1964, Бардар, Яловенский район, Молдавская ССР, СССР) — молдавский политический и государственный деятель, историк. Министр культуры Республики Молдова в четырёх последовательных кабинетах (Лянкэ, Габурич, Стрелец и Филип) с 2013 по 2019 год.
В настоящее время член Европейской социал-демократической партии. Ранее член Христианско-демократической народной партии.
В мае 2015 года партия выдвинула её кандидатуру на пост генерального примара (мэра) Кишинёва. В телевизионных предвыборных дебатах она подтвердила, что говорит по-румынски и является в равной степени молдавкой и румынкой, вопреки позиции и идеологии лидеров ДПМ Мариана Лупу и Дмитрия Дьякова, которые заявляют, что говорят по- молдавски и что они молдаване. На местных выборах в Кишинёве 14 июня 2015 года Бабук набрала 2,17 % голосов.
Помимо родного румынского, говорит на русском, французском и английском языках.

## Личная жизнь
Замужем, есть ребёнок.

## Награды
- Медаль «МПА СНГ. 25 лет» (27 марта 2017 года, Межпарламентская ассамблея СНГ) — за заслуги в деле развития и укрепления парламентаризма, за вклад в развитие и совершенствование правовых основ функционирования Содружества Независимых Государств, укрепление международных связей и межпарламентского сотрудничества[4].